# والنتینا راستوورووا
والنتینا راستوورووا (انگلیسی: Valentina Rastvorova; ۱۷ ژوئیهٔ ۱۹۳۳ – ۲۴ اوت ۲۰۱۸) شمشیرباز اهل اتحاد جماهیر شوروی سوسیالیستی بود.
وی در مسابقات کشوری و بین‌المللی در مجموع برندهٔ ۷ مدال طلا، ۴ مدال نقره شده‌است.